# Oleksandrivka, Iakîmivka
Oleksandrivka (în ucraineană Олександрівка) este un sat în comuna Volodîmîrivka din raionul Iakîmivka, regiunea Zaporijjea, Ucraina.

## Demografie
Componența lingvistică a localității Oleksandrivka
     Rusă (81,79%)
     Ucraineană (17,15%)
     Romani (1,06%)
Conform recensământului din 2001, majoritatea populației localității Oleksandrivka era vorbitoare de rusă (81,79%), existând în minoritate și vorbitori de ucraineană (17,15%) și romani (1,06%).